# Малый Шокшем
Малый Шокшем (мар. Изи Шокшем) — деревня в Сернурском районе Республики Марий Эл. Входит в состав Чендемеровского сельского поселения.

## География
Находится в северо-восточной части республики Марий Эл на расстоянии приблизительно 9 км на запад-северо-запад от районного центра посёлка Сернур.

## История
Известна с 1869 года как деревня, где проживали 88 человек, мари. В 1876 году проживали 122 человека. В 1884—1885 годах в 7 дворах проживали 56 человек, русские и в 28 дворах проживали 158 мари. В 1927 году деревня состояла из 50 дворов, из них 33 марийских и 17 русских. К 1975 году в 17 дворах проживали 93 человека. В 1988 году в 18 домах числилось 69 человек, из них 26 трудоспособных. В 1996 году в 17 дворах насчитывалось 48 жителей. В 2003 году отмечено 22 двора. В советское время работали колхозы «Йошкар Армий», «Пятилетка», «Красный Октябрь», имени Ленина и совхоз «Нива».

## Население
Население составляло 80 человек (мари 95 %) в 2002 году, 62 в 2010.

## Известные уроженцы
Ягельдина Тамара Андреевна (1939—2012) — советский и российский музыкант, педагог. Директор Микряковской детской музыкальной школы Горномарийского района Марийской АССР (1972—1997), завуч, преподаватель Национальной президентской школы-интерната № 1 Марий Эл (1997—2012). Заслуженный работник культуры Российской Федерации (1993). Лауреат Премии Марийского комсомола имени Олыка Ипая (1972).